# Nyctemera noviespunctata
Nyctemera noviespunctata là một loài bướm đêm thuộc phân họ Arctiinae, họ Erebidae.